# Kopstal
Kopstal (lb. Koplescht) − miejscowość i gmina (gemeng, commune, Gemeinde) w południowo-zachodnim Luksemburgu, w kantonie Capellen. Do 3 października 2015 gmina leżała w dystrykcie Luksemburg. 

## Podział administracyjny
Do gminy należą cztery miejscowości, w tym dwie (Uertschaft) oraz dwa lieu-dit:
1. Biergerkräiz (Bürgerkreuz), lieu-dit
2. Bridel (Briddel)
3. Kopstal (Koplescht)
4. Roudenhaff, lieu-dit